# José Luis Nieto Bueno
José Luis Nieto Bueno és un polític espanyol membre d'Equo, regidor de l'Ajuntament de Madrid des de 2019.
Va començar a militar a la Germandat Obrera d'Acció Catòlica (HOAC) el 1990. Es va doctorar en Ciències Biològiques per la Universitat Complutense de Madrid (UCM), amb la lectura el 1994 de Mecanismos de adaptación al ejercicio físico papel de los sistemas de transducción de señales extracelulares, una tesi dirigida per Amador Haro Ramos.
Va treballar com a suport a la docència a la Facultat de Ciències Químiques de la UCM i com a professor associat a temps parcial a la Facultat de Biologia de la mateixa universitat. Va ser també supervisor d'Instal·lacions Radioactives al CIEMAT.
Es va afiliar a Equo el 2011. Es va convertir en vocal d'Ara Madrid a la junta de districte de Carabanchel al octubre de 2015.
Coportaveu regional d'Equo Madrid des de setembre de 2018, Nieto va ser inclòs com a candidat al número 21 de la llista de Més Madrid per a les eleccions municipals de 2019 a Madrid. No va resultar electe, atès que la candidatura va obtenir 19 escons. No obstant això, es va convertir en regidor de l'Ajuntament de Madrid el 29 d'octubre de 2019, cobrint la baixa per renúncia de Pablo Soto Bravo. Es va incorporar a la Comissió Permanent Ordinària de Medi Ambient i Mobilitat.